# The Easybeats
The Easybeats — австралийская рок-группа. Была образована в конце 1964 года в Сиднее и распалась в конце 1969 года. The Easybeats считаются величайшим австралийским рок-коллективом 1960-х годов и были первой австралийской рок-н-ролльной группой, добившейся международного успеха. Успех группе принесла песня «Friday On My Mind».
Все пятеро участников были из семей иммигрантов, прибывших в Австралию из Европы: вокалист Стив Райт и ударник Гордон «Снежок» Флит были из Англии, ритм-гитарист Джордж Янг из Шотландии, гитарист Гарри Ванда и басист Дик Даймонд были из Нидерландов.
После распада Easybeats Джордж Янг и Гарри Ванда занялись проектом The Marcus Hook Roll Band, записав один альбом «Tales Of Old Grand-Daddy» в 1973 году. В записи участвовали Малкольм и Ангус Янг, младшие братья Джорджа, и основатели австралийской рок-группы AC/DC.
После распада группы барабанщик Гордон Флит стал успешным строителем в Перте, Западная Австралия, и теперь работает в репетиционной студии, базирующейся в Джандакоте, Западная Австралия. Тони Кэхилл остался в Великобритании, на какое-то время присоединившись к студии Python Lee Jackson в качестве басиста. Басист Дик Даймонд переехал на северное побережье Южного Уэльса и начал играть в местных пабах. Он скончался 18 сентября 2024 года.

## Дискография
| Название                                | Дата релиза   | Лейбл                  | Австр Чарт |
| Easy                                    | Сентябрь 1965 | Parlophone             | 4          |
| It's 2 Easy                             | Март 1966     | Parlophone             | 3          |
| Volume 3                                | Ноябрь 1966   | Parlophone             | 7          |
| Good Friday/Friday On My Mind           | Май 1967      | United Artists Records | N/A        |
| The Best of The Easybeats + Pretty Girl | Январь 1967   | Parlophone             | 3          |
| Vigil                                   | Октябрь 1968  | Parlophone             | -          |
| Friends                                 | Январь 1969   | Polydor                | -          |